# 青春魯蛇物語
《青春魯蛇物語》，2019年台灣電視電影，為中華電視股份有限公司優質台語影音計畫「華視金選劇場」，由顏毓麟、陳妤、莊益增領銜主演，2018年11月25日開拍，華視主頻2019年3月31日上檔。

## 劇情大綱
阿仲找不到工作，室友又帶走房租落跑。為了籌錢他加入直銷，卻賣不出去。楓紅小館的紅葉雇用阿仲當洗碗工，條件是要阿仲找出室友，不能吃悶虧讓壞人逍遙。在紅葉的幫助下，阿仲找到了室友解決了房租問題。阿仲與紅葉的感情也逐漸升溫，但事情真的能如此順利的往下發展嗎?

## 演員列表
| 演員   | 角色         | 介紹 |
| 顏毓麟 | 陳仲梓(阿仲) | 私立大學應屆碩士生。如大部分台灣年輕人一樣---乖乖一路唸到大學，也想符合長輩期望找個白領的工作，對自己的未來缺乏深思。但他在外部環境不斷的刺激下願意反思，並且不因為逆境與挫折而改變自己善良的本質，最後終於能做出適情適性的選擇。 |
| 陳妤   | 紅葉         | 楓紅小館老闆之女兼跑堂。頭髮染成粉紅色，穿著中性，看起來特立獨行，實際上是個顧家愛家人的好女孩。她的個性穩重，思慮周延，在生活與處世上對阿仲幫助良多，並因為阿仲的單純善良與見義勇為而傾心。                                      |
| 莊益增 | 阿良         | 楓紅小館的老闆，紅葉的爸。愛漂亮但服裝品味奇特，愛湊熱鬧並有點三八，發表一知半解的看法時常讓阿仲無法招架。 |
| 黃舒湄 | 老闆娘       | 紅葉的媽媽，楓紅小館的掌廚，略捲髮兇，不喜歡爸爸不顧健康的行為。 |
| 官賢妹 | 阿嬤         | 紅葉的祖母，一頭白髮，笑瞇瞇的，很照顧阿仲。 |
| 王可元 | 何家傳       | 心理系博士生，阿仲的室友。 |
| 金美滿 | 房東太太     | 房東太太。 |

## 播出時間
| 頻道        | 所在地   | 首播日期      | 播放時間      | 收視率 |
| ----------- | -------- | ------------- | ------------- | ------ |
| 華視主頻    | 臺灣     | 2019年3月31日 | 21:30-23:15   | 0.28   |
| Astro欢喜台 | 马来西亚 | 2021年10月3日 | 18:30 - 20:30 | -      |

(調查範圍是四歲以上收看電視之觀眾)

## 製作團隊
- 監製 || 趙大同
- 製作人 || 王冠、高仁君、楊順清
- 編審 || 于仕娟
- 編劇 || 高仁君、許雅婷
- 導演 || 許雅婷
- 副導 || 王政一
- 場記 || 卓紫嵐
- 製片 || 黃郁芳
- 執行製作 || 陳瑋廷
- 製片助理 || 陸冠評、竇國豪、賴威盛、柯詠庭
- 攝影指導 || 曹盛彥
- 攝影大助 || 楊哲奇
- 攝影二助 || 蔡宸毅
- 攝影三助 || 黃泰誠
- 檔案管理 || 李佳勳
- 燈光指導 || 李麟
- 燈光大助 || 嚴京威
- 燈光二助 || 鄧顯元
- 錄音師 || 邱昇元
- 錄音助理 || 辛佩倫
- 美術指導 || 羅文璟
- 美術道具 || 李芷嘉
- 美術助理 || 陳婉蓉、戴欣蓉、林威君
- 造型指導 || 李怡穎
- 妝髮 || 蔡曉薇
- 妝髮助理 || 林佩諭
- 服裝執行 || 林芷妤
- 場務 || 林韋成、黃佳瑋
- 劇照師 || 林士舜
- 側拍師 || 張宸晧
- 台語顧問 || 陳豐惠
- 企劃行政 || 柯詠庭
- 宣傳 || 華視公關服務中心  吳御曄、羅仕倫、蔡森棋、劉持恩、曾興仁
- 剪接師 || 陳巧薇
- 剪接助理 || 朱威
- 音效 || 胡序嵩、黃僩哲、洪正泰
- 混音錄音室 || 尚雅藝術有限公司
- 後期 || 時間軸影像製作有限公司
- 調光 || 洪文凱
- 後期專案管理 || 李家安
- 調光助理 || 劉慧玲
- 配樂 || MAFANA樂團  團長 Sufin Paylang、主唱 Gu Jiang、吉他手 蔣立偉、吉他手 Aiyas、Bass手 Kati、鼓手 Su'el
- 配樂錄音 || 劉偉菁
- 配樂混音 || 蔣立偉
- 海報/標準字設計 || 尚怡
- 字幕 || 黃郁芳
- 片尾設計 || 柯詠庭

## 外部連結
| 臺灣 華視主頻 星期日 21:30 - 23:15 | 臺灣 華視主頻 星期日 21:30 - 23:15 | 臺灣 華視主頻 星期日 21:30 - 23:15 |
| ---------------------------------- | ---------------------------------- | ---------------------------------- |
|                                    | 青春魯蛇物語 （2019年3月31日）     |                                    |
| 忘川(電視電影) （2019年3月24日）   | 失父招領 （2019年4月7日）          |                                    |